# 수안택주
수안택주(遂安宅主, 1088년 ~ 1128년)는 고려의 왕족이다. 선종과 사숙왕후의 딸이다.

## 생애
1088년(선종 5년) 고려의 제13대 왕 선종과 사숙왕후의 딸로 태어났다. 성은 왕, 본관은 개성이며, 헌종의 친동생이다. 한편 수안택주의 모후 사숙왕후는 인천 이씨 이석의 딸로, 이자연의 친손녀이다.
수안택주는 태어날 때부터 앞을 보지 못하는 시각 장애를 가지고 있었다. 그로 인해 나이가 40세가 되도록 혼인을 하지 못하다가, 1128년(인종 6년) 생을 마감하였다. 호는 수안택주(遂安宅主)이다.

## 가족 관계
- 조부 : 제11대 문종 (文宗, 1019~1083, 재위:1046~1083)
- 조모 : 인예왕후(仁睿王后, ?~1092)
  - 아버지 : 제13대 선종 (宣宗, 1049~1094, 재위:1083~1094)
- 외조부 : 이석 (李碩, 생몰년 미상)
  - 어머니 : 사숙왕후(思肅王后, 생몰년 미상)
    - 오빠 : 제14대 헌종(獻宗, 1084~ 1097, 재위:1094~1095)